# Цигленица (Гарешница)
Цигленица је насељено место у саставу града Гарешнице у Бјеловарско-билогорској жупанији, Република Хрватска.

## Историја
До територијалне реорганизације у Хрватској, налазила се у саставу старе општине Гарешница.

## Становништво
На попису становништва 2011. године, Цигленица је имала 368 становника.

## Попис1991.
На попису становништва 1991. године, насељено место Цигленица је имало 444 становника, следећег националног састава:
| Попис 1991.‍  | Попис 1991.‍  | Попис 1991.‍ | Попис 1991.‍ | Попис 1991.‍ |
| ------------ | ------------ | ----------- | ----------- | ----------- |
|              |              |             |             |             |
| Хрвати       | Хрвати       |             | 385         | 86,71%      |
| Срби         | Срби         |             | 11          | 2,47%       |
| Југословени  | Југословени  |             | 10          | 2,25%       |
| Чеси         | Чеси         |             | 9           | 2,02%       |
| Албанци      | Албанци      |             | 6           | 1,35%       |
| Мађари       | Мађари       |             | 2           | 0,45%       |
| Словенци     | Словенци     |             | 2           | 0,45%       |
| Грци         | Грци         |             | 1           | 0,22%       |
| Македонци    | Македонци    |             | 1           | 0,22%       |
| остали       | остали       |             | 1           | 0,22%       |
| неопредељени | неопредељени |             | 10          | 2,25%       |
| непознато    | непознато    |             | 6           | 1,35%       |
| укупно: 444  |              |             |             |             |